# La Charité-sur-Loire
La Charité-sur-Loire is een gemeente in het Franse departement Nièvre (regio Bourgogne-Franche-Comté). De gemeente telde 4.701 inwoners op 1 januari 2022. De plaats maakt deel uit van het arrondissement Cosne-Cours-sur-Loire. 

## Geschiedenis
La Charité-sur-Loire dankte haar groei zowel aan haar ligging bij een economisch belangrijke brug over de Loire als aan de aanwezigheid van een bloeiend klooster, priorij van de orde van Cluny. De stad, handelshaven aan de Loire en etappeplaats op de pelgrimsroute naar Santiago de Compostella, was al spoedig florissant rijk.
De priorij begon gestalte te krijgen rond 1059: de grote en imposante kerk Notre-Dame, de meer bescheiden kerk Saint-Laurent en de kloostergebouwen eromheen en de priorij kreeg de titel "oudste dochter van Cluny". En met reden: La Charité beheerde 45 priorijen en 400 nevenvestigingen in Frankrijk en Europa.
In de 12e eeuw herbergde het hier binnen zijn muren tweehonderd monniken die de regel van St. Benedictus volgden. De stad volgde in die ontwikkeling en groeide uit tot een economisch centrum. Zo probeerde Jeanne d'Arc in 1429 voor Karel VII tevergeefs de stad te veroveren op kapitein Perrinet Gressard die de stad sinds 1423 bezet hield. Maar door de stevig gebouwde vestingwerken mislukte deze poging van de Maagd van Orleans.
Het ommuurde priorijcomplex was toen een bijna regelmatig vierkant met een tiental torens. Van die muren is slechts het noordelijk stuk over met de Tour Jeanne d'Arc, de ronde Tour Perrinet Gressard en de vierkante Tour de Cuffy. De Tour Perrinet Gressard heeft de bijnaam Tour des Espagnols, omdat hier tussen 1645 en 1707 Spanjaarden gevangen zaten.
In 1559 woedde er een gigantische stadsbrand. De reformatie kende veel aanhangers in de stad en in 1570 werd La Charité-sur-Loire een place de sûreté voor hugenoten. De godsdienstoorlogen brachten verdere vernielingen waarvan nog steeds veel sporen zichtbaar zijn ondanks herbouw, vergroting en verfraaiing van de kloostergebouwen in de 16e, 17e en 18e eeuw. In 1789, jaar van de Franse Revolutie, woonden er maar 12 monniken meer. Na de Revolutie werden de gebouwen verkocht aan particulieren en de meeste zijn zo van sloop gered.
In 1840 was een koningsweg dwars door de kerk Notre-Dame gepland, maar Prosper Mérimée, inspecteur van Historische Monumenten, redde de kerk door het de monumentenstatus te geven.
Sinds 1975 koopt de gemeente de particuliere woningen binnen de priorij op en wordt er gewerkt aan de renovatie van de kloostergebouwen.
Sinds 1990 is La Charité lid van de besloten club van "Grands Sites Culturels et Touristiques", samen met vier andere beroemde Bourgondische historische plaatsen: Vézelay, Alésia, Paray-le-Monial en Cluny. In 1994 was de stad medestichteres van de "Fédération des Sites Clunisiens" waartoe intussen 59 plaatsen in Frankrijk en Europa behoren.

## Cultuur en bezienswaardigheden

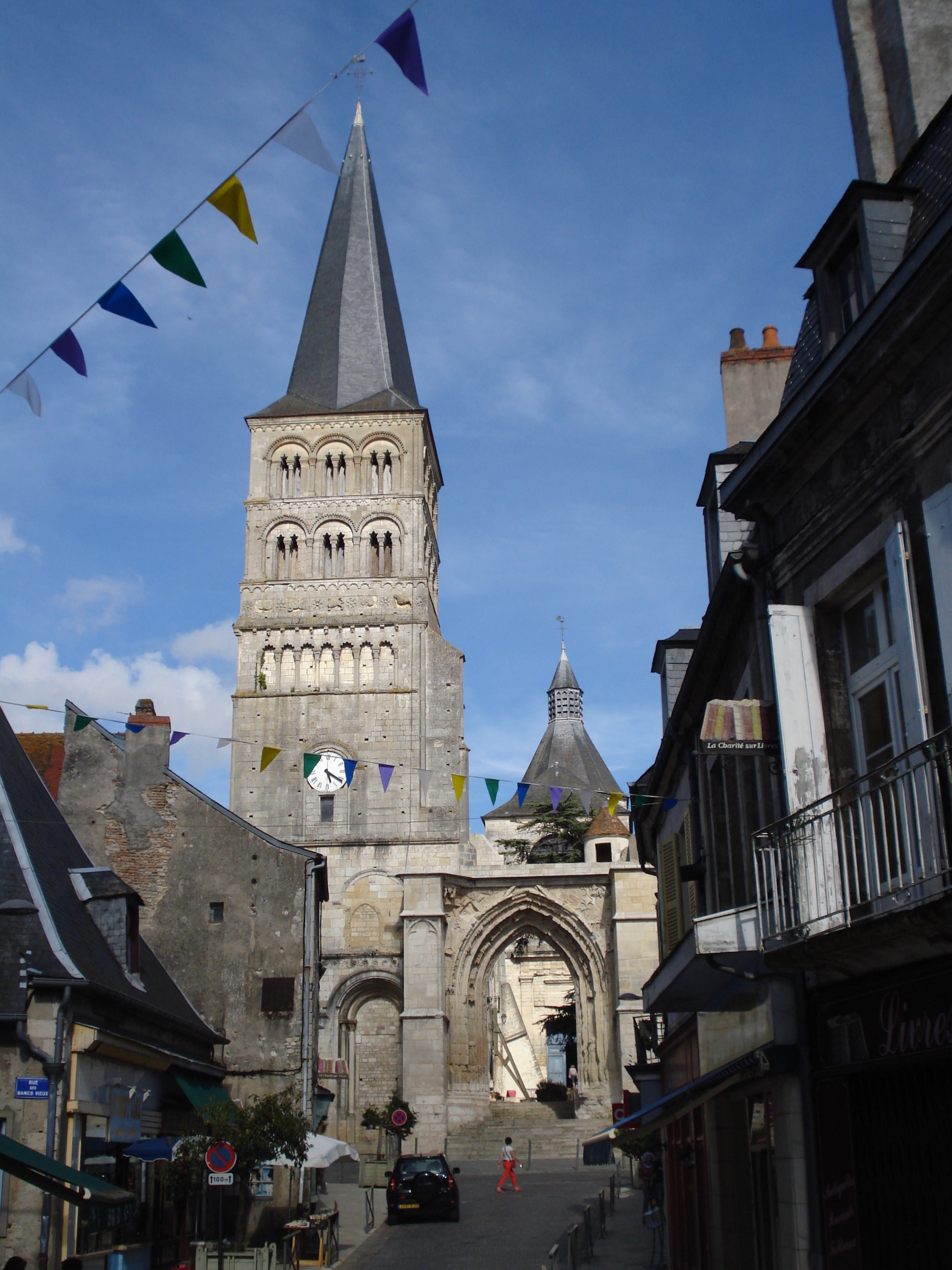
De losstaande toren van de katholieke kerk Notre-Dame
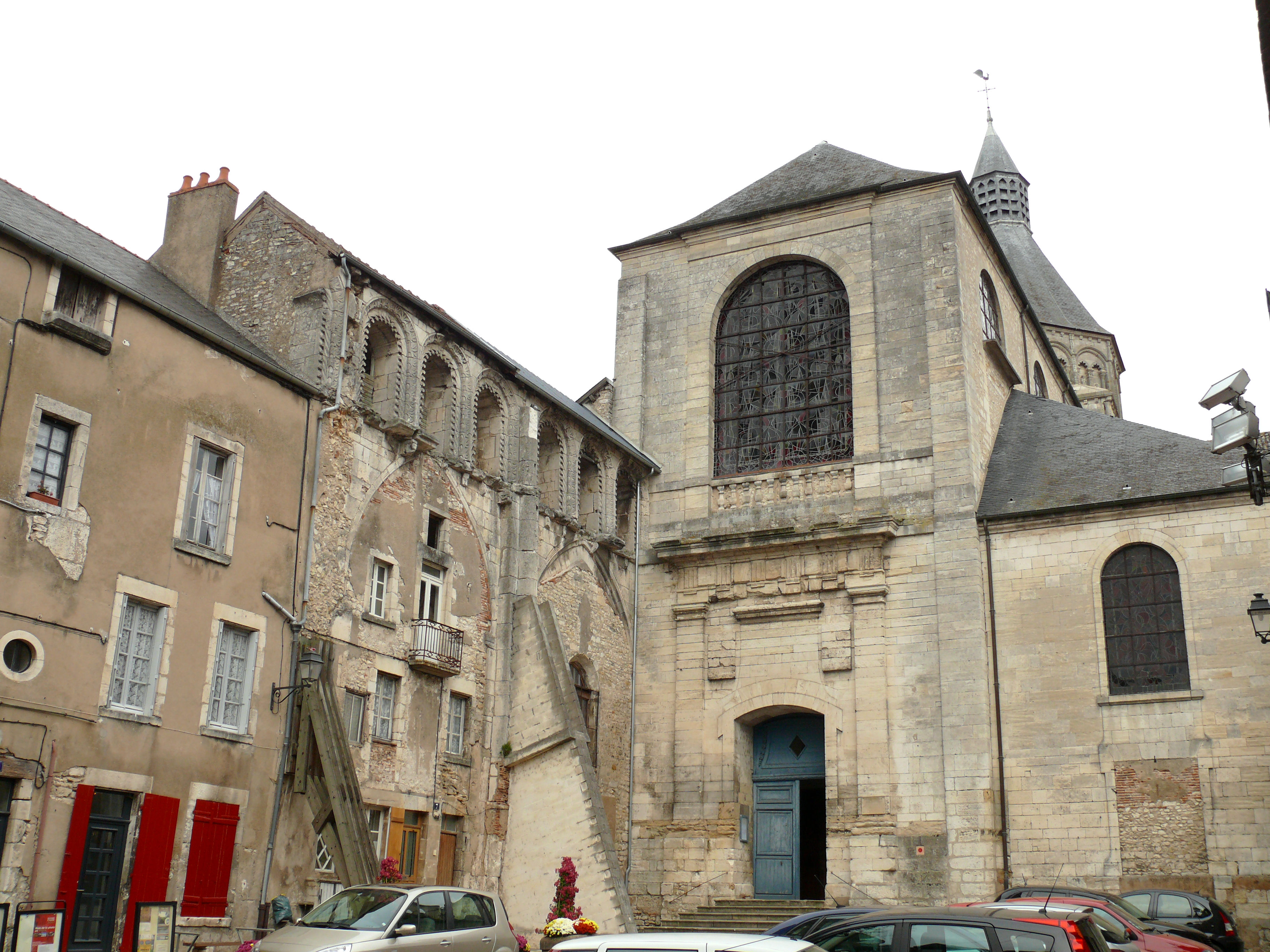
Het gescheiden schip van de Notre-Dame
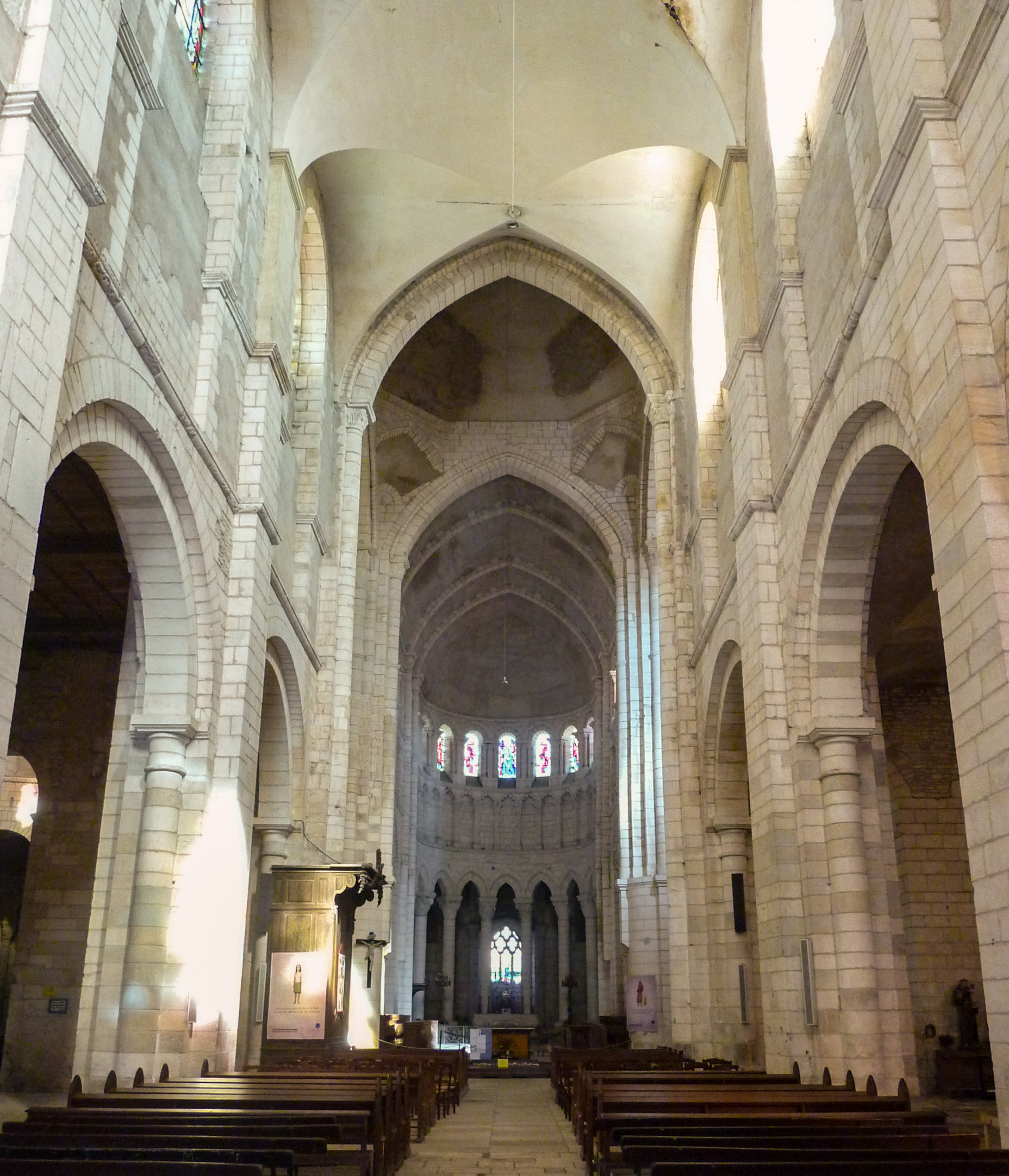
Interieur van de Notre-Dame
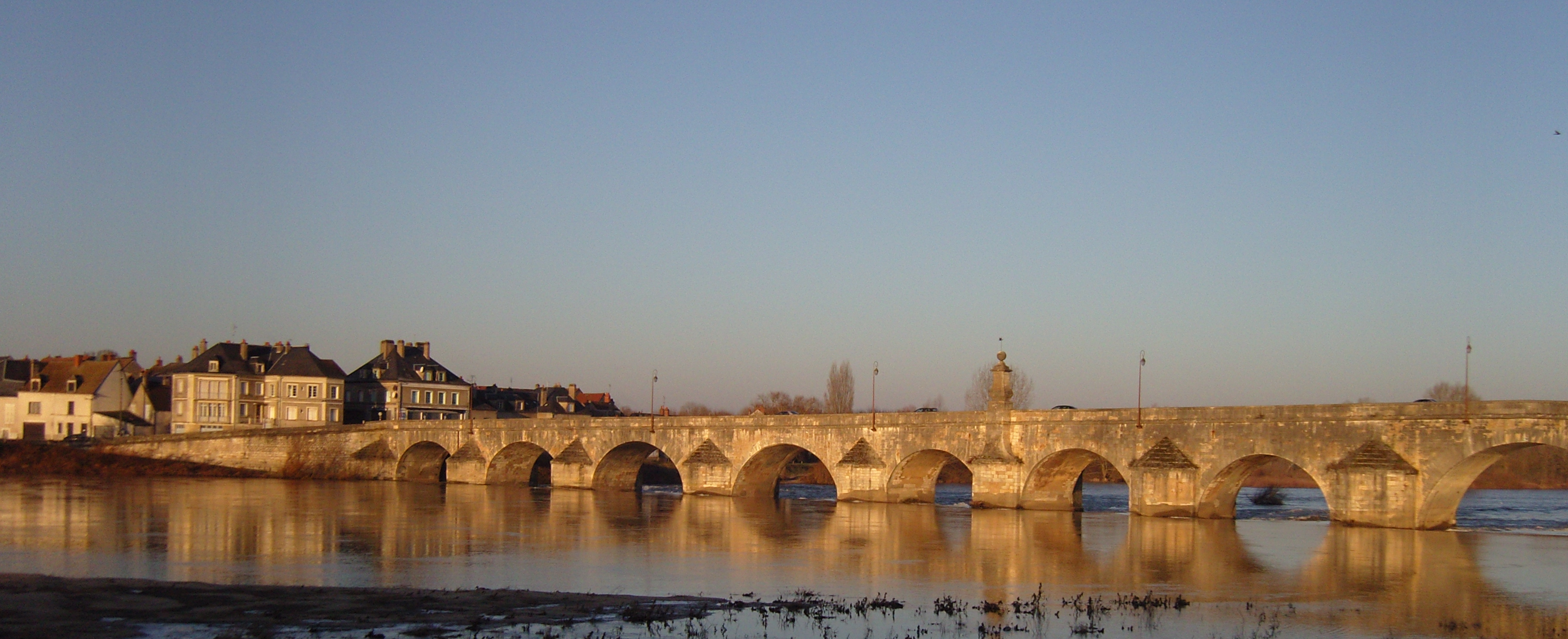
De brug over de Loire
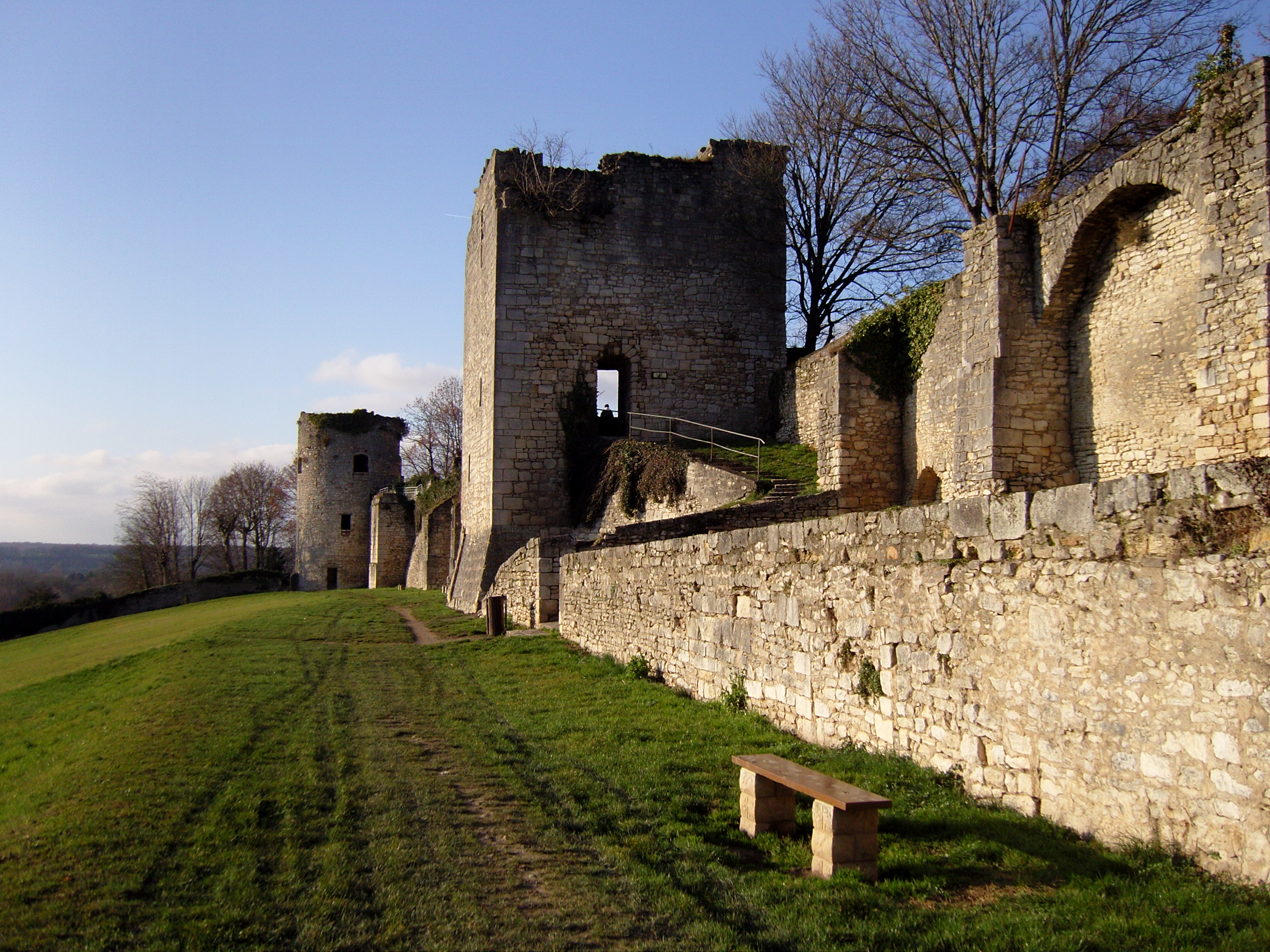
De stadsomwalling

Het Musée Municipal van La Charité is gevestigd in het 18e-eeuwse Hôtel Adam, in het park boven de Loire aan de voet van de stadsmuurresten. Men ziet er archeologische en etnologische voorwerpen, art nouveau en art deco kunst, glaswerk, porselein en aardewerk en een collectie beelden van Alfredo Pina (Milaan, 1887 – Mesves sur Loire, 1966), een beeldhouwer verwant aan Rodin. Een zaal is gewijd aan de bereiding van vijlen en raspen, in de 19e en begin 20e eeuw een belangrijke industriële activiteit in het kanton.
In La Charité zijn ruim 15 antiquarische boekhandels en meerdere handboekbinderijen in de binnenstad geconcentreerd. Er worden regelmatig boekenmarkten gehouden en de plaats werd in 2000 uitgeroepen tot boekenstad.

## Geografie
De oppervlakte van La Charité-sur-Loire bedroeg op 1 januari 2022 15,78 vierkante kilometer; de bevolkingsdichtheid was toen 297,9 inwoners per km². La Charité-sur-Loire is gelegen op de rechteroever van de Loire.  
Een brug ontworpen in de 17de eeuw verbindt de stad met de gemeente La Chapelle-Montlinard (departement Cher) op de linkeroever. Daar loopt ook het Canal latéral à la Loire.
De onderstaande kaart toont de ligging van La Charité-sur-Loire met de belangrijkste infrastructuur en aangrenzende gemeenten.

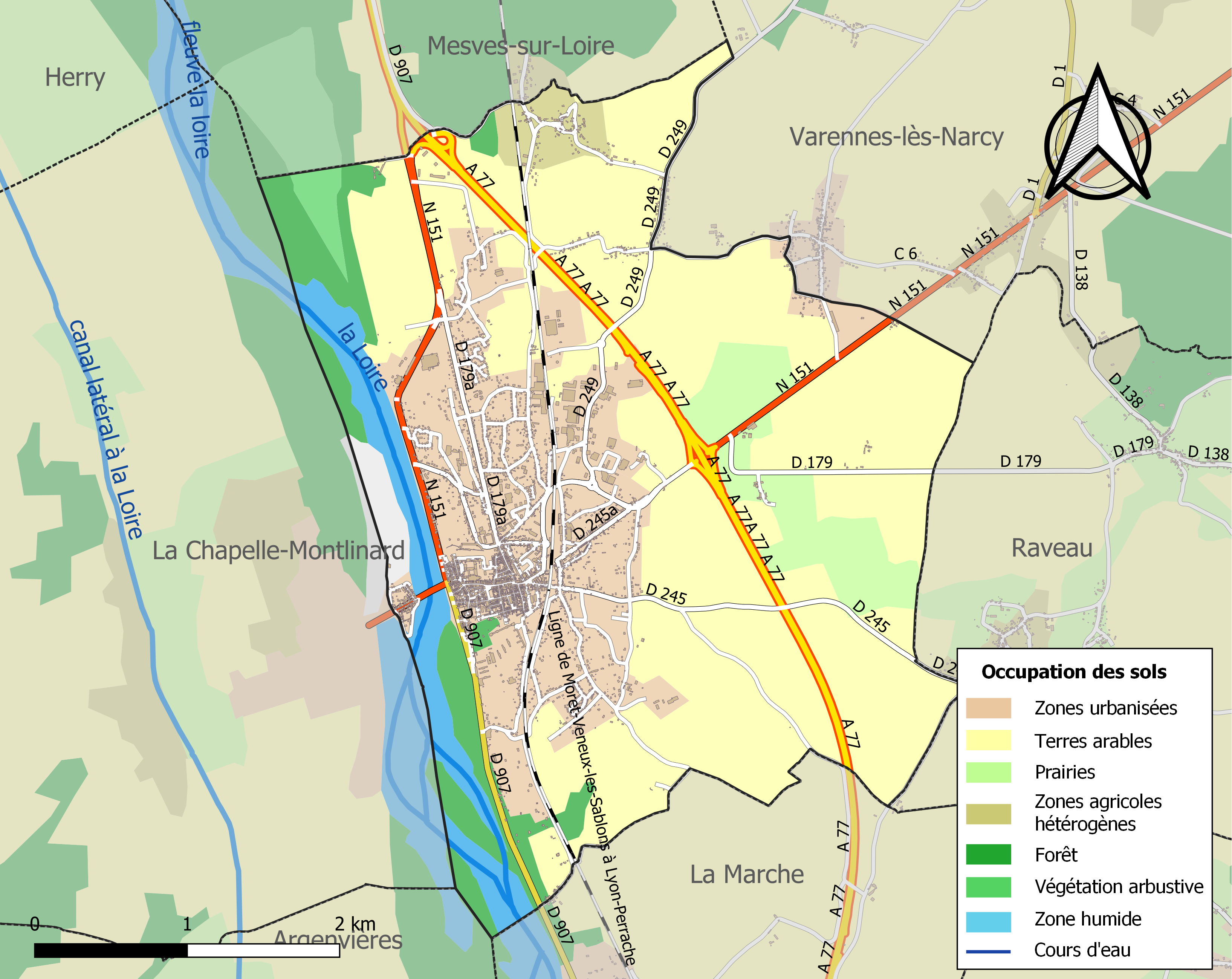

## Verkeer en vervoer
In de gemeente ligt spoorwegstation La Charité.

## Demografie
Onderstaande figuur toont het verloop van het inwonertal (bron: INSEE-tellingen).